# Eladio Herrera
Eladio Oscar Herrera, född 9 februari 1930 i Buenos Aires, död 25 november 2014, var en argentinsk boxare.
Herrera blev olympisk bronsmedaljör i lätt mellanvikt i boxning vid sommarspelen 1952 i Helsingfors.